# Primera toma
Primera toma è il primo album dei La Quinta Estación, pubblicato nel 2001.
Il gruppo spagnolo, prima di avere successo in patria, si fece conoscere soprattutto in Messico grazie a questo album: infatti il primo singolo, Donde iran, venne scelto per la colonna sonora di Clase 406, un telefilm messicano di grande successo.
Seguono altri due singoli che permettono al gruppo di restare per varie settimane ai primi posti delle classifiche messicane e sudamericane.

## Tracce
- Donde iran
- No quiero perderte
- Ayer
- Solo es un minuto
- Cinco estaciones
- Perdición
- Perdiendo el control
- Nada será igual
- Cuando acaba la noche
- Cerca de ti
- Coma
- Todo se vuelve extraño
- Contigo sí (versione acustica)

## Singoli estratti
- Donde iran
- Perdicion
- No quiero perderte